# Rio Borvizu (Caşin)
O Rio Borvizu é um rio da Romênia afluente do Rio Caşin, localizado no distrito de Harghita.